# Dschihād von al-Haddsch Mahmud
Der Dschihad von al-Haddsch Mahmud in der Region des Schwarzen Volta fand im Jahre 1850 statt. Er wurde von al-Haddsch Mahmud, einem Gelehrten ('alim) aus der Qadiriyya-Bruderschaft geleitet. Al-Haddsch Mahmud kehrte von einer Pilgerfahrt nach Mekka mit dem brennenden Wunsch zurück, seinem Clan aus dem Volk der Dyula, der bis dahin nur sehr oberflächlich islamisiert waren, den wahren Islam zu bringen. Sein Dschihad zur Errichtung einer islamischen Theokratie hatte anfangs einigen Erfolg. Er scheiterte jedoch am Widerstand der lokalen Händler, die seine Pläne hintertrieben.